# Harry Froboess
Harry Froboess (* 23. Oktober 1899 als Friedrich Harald August Froboess in Dresden; † 12. Januar 1985 in Baar (Schweiz))  war ein deutscher Stuntman und Artist.

## Kindheit und Jugend
Nach seinen eigenen Bekundungen wollte sein Vater ihn für das Turnen, seine Mutter für das Schwimmen begeistern und so habe er einfach beide Sportarten kombiniert. Bereits 1913 erlangte er eine Siegerurkunde im Knabenspringen und machte Ende der 1910er und Anfang der 1920er mit spektakulären Sprüngen von Türmen und Brücken auf sich aufmerksam. An den Olympischen Spielen 1924 nahm er im Turmspringen teil.

## Wirken
Durch seine sportlichen Leistungen wurde die frühe Filmindustrie auf ihn aufmerksam und ließ ihn Schauspieler doubeln. Dabei ging Froboess, anders als die meisten seiner Kollegen, mit sehr viel Planung in Bezug auf einen sicheren und reibungslosen Ablauf vor. Im Slapstick der Stummfilme waren Sprünge oder Stürze ein fester Bestandteil. So doubelte Froboess zum Beispiel Buster Keaton oder Stan Laurel. Auch außerhalb dieses Genres und im späteren Tonfilm wurde er meist für Sprung- oder Fallszenen engagiert. Seinen Durchbruch schaffte er mit den Harry-Hill-Filmen. In Harry Hills Jagd auf den Tod stürzte Froboess zusammen mit einem Pferd von einer zerbrechenden Brücke in eine 60 m tiefe Schlucht, was ihm sehr viel Beachtung einbrachte und seine Stuntkarriere förderte. Auch nach der Stummfilmära doubelte er Stars wie Humphrey Bogart, Marlene Dietrich oder Greta Garbo. Froboess soll in 412 Filmen mitgewirkt haben.
Ab den späten 1940er Jahren trat Froboess weniger als Stuntman, denn als Artist in Erscheinung. Gemeinsam mit seiner Lebensgefährtin und späteren Ehefrau Hertha tourte er in den USA und anderen Ländern als Artist oder Teilnehmer von Wassershows. Bestandteil des Programms waren natürlich diverse Kunstsprünge aber auch artistische Darbietungen etwa als lebende Kanonenkugel.
Im Guinness-Buch der Rekorde wird Froboess als Weltrekordhalter im Wasserspringen geführt. Am 22. Juni 1936 soll er aus 110 m Höhe aus dem Luftschiff Graf Zeppelin in den Bodensee gesprungen sein. Einige Quellen gehen jedoch davon aus, dass dieser nie stattgefunden hat und es sich lediglich um eine Marketingaktion handelte.
In den 1960er Jahren zog das Ehepaar aus den USA zurück nach Europa in die Schweiz. Da Froebess nur eine kleine amerikanische Rente bezog und ihm aus seinen Aktivitäten für die UFA kein deutscher Rentenanspruch zugestanden wurde, hielten sich seine Frau und er in ihrem Wohnort Baar in der Schweiz mit Diavorträgen über ihre Karriere über Wasser. Bei der Steinhauser Firma Varian AG war er zudem sechs Jahre lang als Hauspöstler tätig. Außerdem veröffentlichte er seine Biographie Glücklich Überlebt. Um diese passend zu promoten, sprang er an seinem 70. Geburtstag aus 40 m Höhe aus einem Helikopter in den Zürichsee.

## Filmografie (Auswahl)
- 1919: Das Cabinet des Dr. Caligari
- 1922: Christoph Columbus
- 1923: Harry Hill, der Herr der Welt
- 1924: Harry Hills Jagd auf den Tod. 1. Teil
- 1927: Am Rande der Welt
- 1930: Der blaue Engel
- 1931: Der lächelnde Leutnant (The Smiling Lieutenant)
- 1933: Königin Christine (Queen Christina)
- 1940: Der Herr der sieben Meere (The Sea Hawk)
- 1941: Die Braut kam per Nachnahme (The Bride Came C.O.D)
- 1952: Gegen alle Flaggen (Against All Flags)
- 1954: Fluß ohne Wiederkehr (River of No Return)
- 1955: Der Mann aus Laramie (The Man From Laramie)
- 1960: Alamo (The Alamo)
- 1965: 40 Wagen westwärts (The Hallelujah Trail)